# Cataplessia
La cataplessia è un disturbo che causa una perdita del tono muscolare solitamente provocata da forti emozioni come pianto, riso, gioia ecc. e dal loro ricordo oppure avviene casualmente nel corso della giornata.

## Descrizione
La cataplessia può essere di lieve entità se provoca una lieve e parziale debolezza nel soggetto in cui si manifesta come un cedimento degli arti, o di grave entità se si verifica una completa atonia muscolare. Questi disturbi sono improvvisi e possono provocare cadute e paralisi, durano normalmente da pochi secondi fino a circa trenta minuti in cui il paziente rimane del tutto cosciente di ciò che sta accadendo. 

## Eziologia
Le cause di questo disturbo sono ignote anche se si pensa che sia provocato da una disfunzione delle funzioni sonno-veglia: infatti nel momento in cui si presenta questo disturbo il corpo è come se stesse dormendo mentre la mente è in stato di veglia.
Esperimenti clinici effettuati negli anni novanta dall'équipe di Jerome M.Siegel sui cani narcolettici hanno evidenziato che un'insolita attività del midollo allungato fosse responsabile delle cataplessie, mentre l'Università di Lione ha dimostrato che un danno nelle regioni superiori del tronco cerebrale che si collegano al midollo allungato incida nella malattia, così come un'altra area del tronco cerebrale chiamata locus coeruleus, le cui cellule diventano inattive prima e durante la cataplessia ed il sonno. In base a questi studi due sarebbero le cause concomitanti per lo sviluppo della malattia: la mancata fonte di eccitazione dei motoneuroni causata dalla sospensione delle cellule noradrenaliniche e l'attivazione, invece, del sistema parallelo nel midollo che inibisce i motoneuroni.
Contemporaneamente, alla Stanford University lo staff di ricerca di Emmanuel Mignot, ha scoperto che i cani sofferenti sarebbero vittime di una mutazione genetica del neurotrasmettitore orexina.
Una terza ipotesi è stata proposta dai ricercatori del Seiwa Hospital di Tokyo, che hanno verificato il collegamento tra la cataplessia e alcuni fattori ambientali ancora ignoti, che scatenano una reazione autoimmune, capace di danneggiare i neuroni che regolano il risveglio e il tono muscolare.
Per i pazienti affetti sia da cataplessia che da narcolessia si parla di sindrome di Gélineau.